# Aston Martin Vanquish Zagato
Der Aston Martin Vanquish Zagato ist ein Sportwagen des britischen Automobilherstellers Aston Martin. Insgesamt wurden 325 Fahrzeuge produziert, davon jeweils 99 Exemplare als Coupé, Roadster und Shooting Brake, sowie 28 als auf dem Roadster basierende Speedster. Das Fahrzeug wurde in Zusammenarbeit mit dem italienischen Designstudio Zagato entwickelt.

## Hintergrund
Am 20. Mai 2016 wurde auf dem Concorso d’Eleganza Villa d’Este am Comer See das Vanquish Zagato Concept der Öffentlichkeit präsentiert. Es setzt die über 50 Jahre dauernde Zusammenarbeit zwischen Aston Martin und dem italienischen Designstudio Zagato fort, die im Jahr 1960 mit dem DB4 GT Zagato begann.
Am 21. Juni 2016 gab Aston Martin bekannt, den Vanquish Zagato in einer Kleinserie von 99 Exemplaren zu produzieren. Die ersten Fahrzeuge wurden Anfang 2017 ausgeliefert.
Auf dem Pebble Beach Concours d’Elegance 2016 debütierte mit dem Vanquish Zagato Volante eine Roadster-Variante. Wie beim Coupé wurden 99 Fahrzeuge in einer Kleinserie produziert und ab Anfang 2017 ausgeliefert.
Ebenfalls in Pebble Beach präsentierte Aston Martin ein Jahr später den Vanquish Zagato Speedster. Diese Variante basiert auf dem Roadster, zeichnet sich aber durch eine flacher angestellte und niedrigere Frontscheibe aus. Außerdem hat der Speedster hinter den Sitzen zwei Airdomes. Der Speedster ist mit 28 Exemplaren die seltenste Variante.
Auch im August 2017 kündigte der Hersteller die letzte Variante der Zagato-Baureihe an. Bei dieser handelt es sich um ein auf 99 Exemplare limitiertes Shooting Brake.

## Fahrzeugcharakteristika
Der Vanquish Zagato basiert auf dem seit 2012 gebauten Vanquish. Die Karosserie besteht weiterhin aus kohlenstofffaserverstärktem Kunststoff, wurde aber überarbeitet. So wurde der Kühlergrill vergrößert, ein ausfahrbarer Heckspoiler eingebaut sowie beim Coupé zwei Erhebungen (bei Zagato „Double Bubbles“ genannt) in das Dach eingelassen. Des Weiteren wurden Designelemente der Modelle One-77 und DB11 aufgegriffen. Im Innenraum gibt es eine Lederausstattung mit „Z“-Steppung sowie „Z“-Logos auf verschiedenen Interieurteilen. Das Coupé beschleunigt in 3,5 Sekunden von 0 auf 100 km/h, der Roadster benötigt hierfür 0,2 Sekunden mehr.

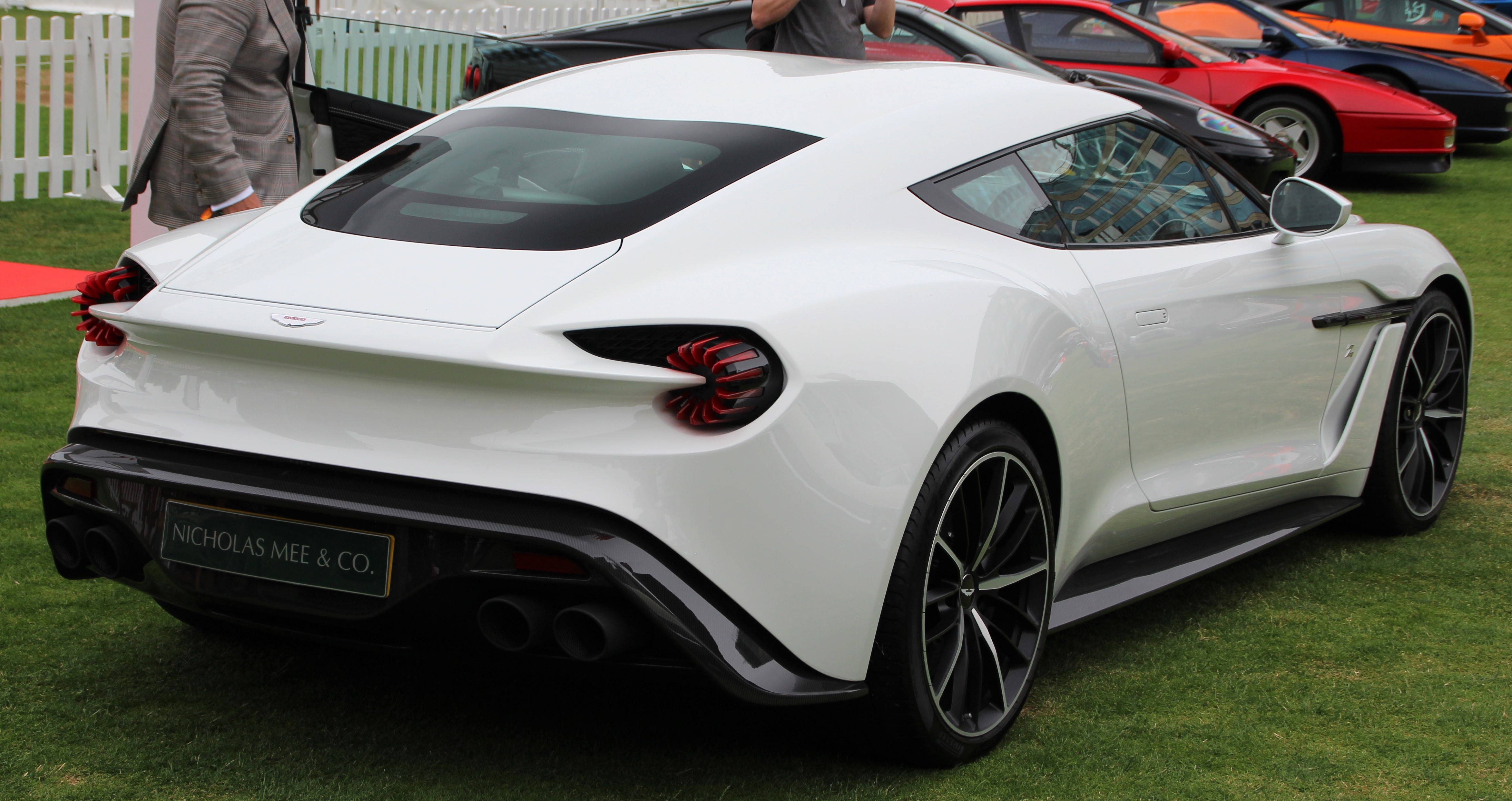
Heckansicht
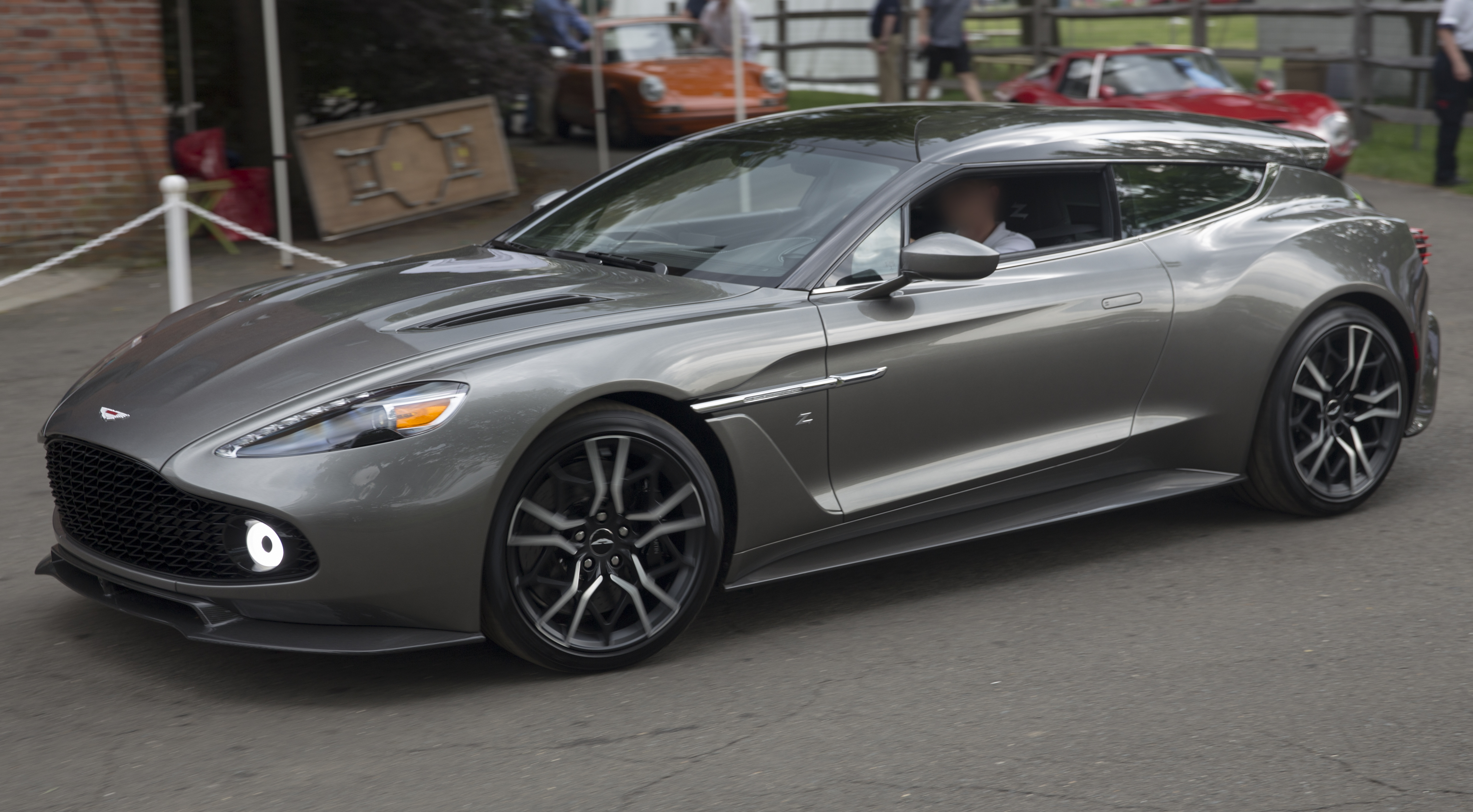
Aston Martin Vanquish Zagato Shooting Brake
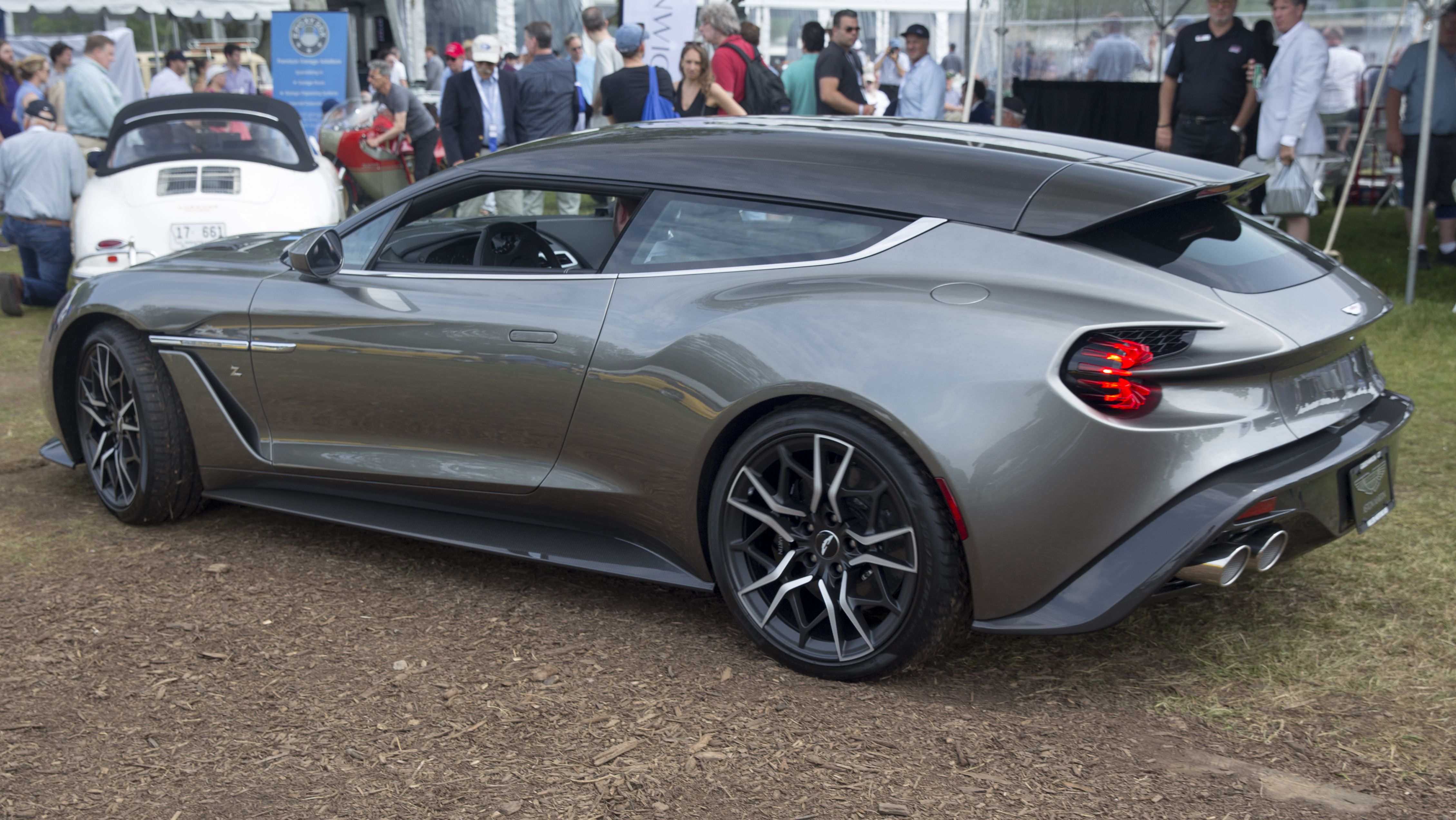
Heckansicht
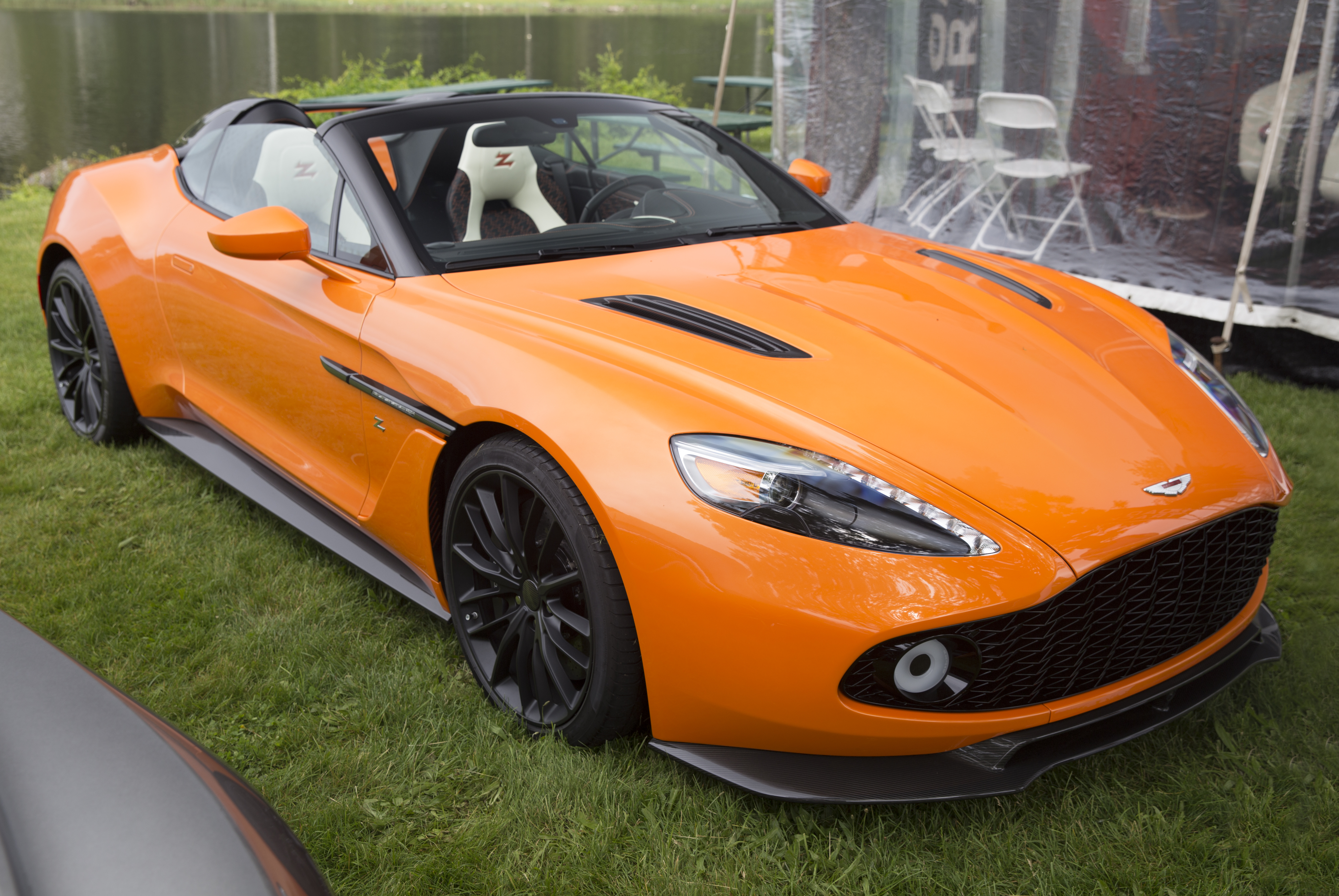
Aston Martin Vanquish Zagato Speedster
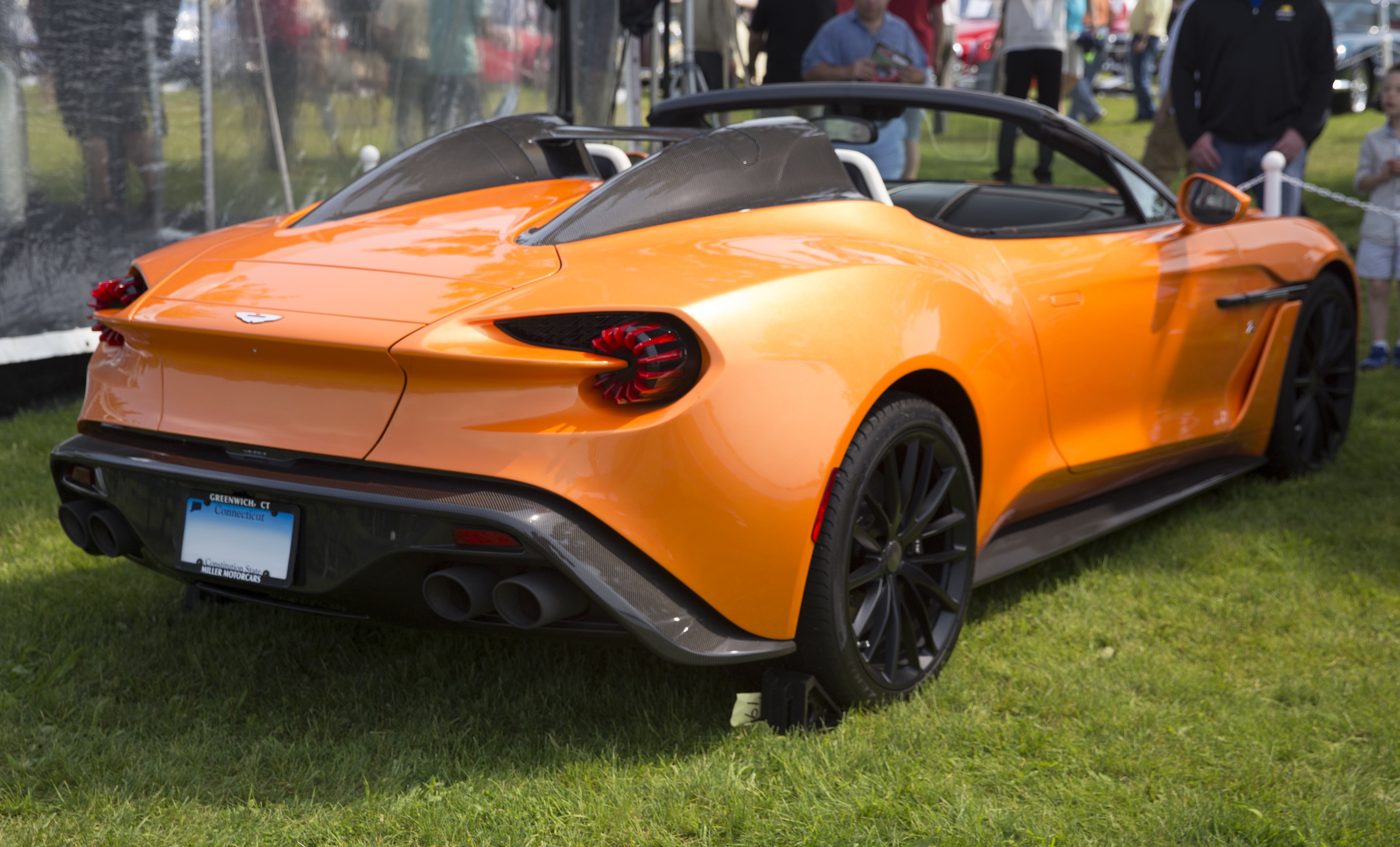
Heckansicht